# Białogród nad Dniestrem (stacja kolejowa)
Białogród nad Dniestrem (ukr. Білгород-Дністровський, ros. Белгород-Днестровский) – stacja kolejowa w miejscowości Białogród nad Dniestrem, w obwodzie odeskim, na Ukrainie.